# Forbes Ridge
Forbes Ridge ist ein 11 km langer Gebirgszug im Australischen Antarktis-Territorium. In der Britannia Range des Transantarktischen Gebirges erstreckt er sich vom Mount McClintock in nördlicher Richtung entlang der Ostflanke des Hinton-Gletschers.
Das Advisory Committee on Antarctic Names benannte ihn 1965 nach dem US-amerikanischen Geologen Robert B. Forbes von der University of Alaska, Teilnehmer an zwei Deep-Freeze-Operationen (1955–1956 und 1962–1963) zur Erkundung der Region um den McMurdo-Sund.